# أ. ثيودور تاتل
أ. ثيودور تاتل (بالإنجليزية: A. Theodore Tuttle)‏ هو ضابط أمريكي، ولد في 2 مارس 1919 في مانتي في الولايات المتحدة، وتوفي في 28 نوفمبر 1986 في مدينة سولت ليك في الولايات المتحدة بسبب سرطان.